# Carroll University
Carroll University (bis 1. Juli 2008 Carroll College) ist eine private Hochschule in Waukesha (US-Staat Wisconsin). Sie ist die älteste Hochschule Wisconsins und wurde 1846 gegründet, also noch vor Wisconsin selbst.
Laut ihrer Website 2022 bietet die Universität über 95 Studienfelder an, Bachelor- und Master-Abschlüsse und Zertifikate in bestimmten Fächern. Es gibt acht Wohnheime (Residence Halls) auf dem Grundstück der Hochschule.

## Zahlen zu den Studierenden und den Dozenten
Im Herbst 2020 waren 3.451 Studierende an der Carroll University eingeschrieben. Davon strebten 2.957 (85,7 %) ihren ersten Studienabschluss an, sie waren also undergraduates. Von diesen waren 48 % weiblich und 52 % männlich; 4 % bezeichneten sich als asiatisch, 2 % als schwarz/afroamerikanisch, 9 % als Hispanic/Latino und 78 % als weiß. 494 (14,3 %) arbeiteten auf einen weiteren Abschluss hin, sie waren graduates. Die 77 Doktoranden der Universität arbeiteten alle im Gebiet der Physiotherapie. Es lehrten 406 Dozenten an der Universität, davon 142 in Vollzeit und 264 in Teilzeit. Die Carroll University zählt 22.282 Personen als Ehemalige (Alumni).
2004 waren es 96 Professoren und ungefähr 3000 Studierende aus ungefähr 28 Staaten bzw. 27 Ländern.

## Persönlichkeiten
- John Ball (1911–1988), Schriftsteller (In der Hitze der Nacht)
- Cushman Kellogg Davis (1838–1900), Politiker (Republikaner), Gouverneur von Minnesota
- Alfred Lunt (1892–1977), Film- und Theaterschauspieler
- Dennis Morgan (1908–1994), Sänger und Filmschauspieler (Der Himmel voller Geigen)
- Fred MacMurray (1908–1991), Schauspieler (Frau ohne Gewissen)
- Janet Parshall, Radiomoderatorin
- Henry C. Schadeberg (1913–1985), Politiker (Republikaner) im US-Repräsentantenhaus
- Eric Szmanda (* 1975), Schauspieler (CSI: Den Tätern auf der Spur)
- Vernon Wallace Thomson (1905–1988), Anwalt und Politiker (Republikaner), Gouverneur von Wisconsin